# Tem (reina)
| t · tm | m |

| t · tm | m |

Tem fue una reina consorte egipcia de la XI dinastía, la esposa principal del rey  Mentuhotep II y madre del sucesor Mentuhotep III. Fue enterrada en la tumba DBXI.15 en Deir el-Bahari, en el complejo funerario de su marido.
Sobrevivió a su esposo y falleció a edad muy avanzada, siendo enterrada durante el reinado de su hijo. Probablemente procedía de la nobleza, ya que no hay ninguna evidencia en su tumba que apunte a un origen real. Es solo nombrada en su sarcófago y en una mesa de ofrendas. Sus numerosos títulos en ellos inscritos incluyen "Esposa amada del rey" (ḥmt-nỉswt mrỉỉ.t=f), La madre del Rey" (mwt-nỉswt), Madre del Rey del Alto y el Bajo Egipto (mwt-nỉswt-bỉt), Grande del Cetro (wr.t-ḥt=s).
Su tumba fue descubierta en 1859, durante una excavación encargada por Lord Dufferin, y fue plenamente excavada en 1968 por D. Arnold.